# Плятер-Зиберг, Михаил Казимирович
Михаил Казимирович Броэль-Плятер-Зиберк (1777 - 1863) — граф, с 1815 по 1819 год коллежский асессор (соответствует чину армейского майора), виленский вице-губернатор при губернаторе Ксаверии Францевиче Друцком-Любецком, будущем министре финансов и главном банкире Царства Польского.

## Биография
В 1803 году состоялся династический брак двух старинных богатых и могущественных родов. Иоганн Тадеуш фон Зиберг выдал замуж за графа Михаила Брёле-Плятера из Краславы (1777—1863) свою дочь и последнюю представительницу рода Зибергов Изабеллу-Хелену (1785—1849). Заключение этого брака сопровождалось одобрением российского и германского императорских дворов. Император Александр I 10 июля 1803 года дозволил Михаилу Казимировичу Плятеру принять фамилию и герб тестя своего и именоваться графом Плятер-Зибергом. Род Плятер-Зиберг внесён в V ч. родословных книг губ. Виленской, Ковенской и Витебской и в дворянский матрикул Курляндской губ. Дворянская ветвь рода Плятер внесена в дворянский матрикул Лифляндской губ.
У Михаила Плятера-Зиберга было 9 детей (три сына, остальные дочери), а у его сына Хенриха — 14 детей. А младший сын Станислав, родился 6 декабря 1823 года, стал майором инженерных войск русской армии. И с 1858 года он — предводитель польского дворянства Динабурга, с 1860 года — инспектор Динабургской гимназии, с 1895 года он упоминается как один из собственников газеты «Нива» и учредитель издания «Слово». В 1860 году на берегу Калупского озера по приказу Станислава был создан большой парк, а когда деревья подросли, в 1882 году началось строительство дворца и большого костела в готическом стиле. Бебренское имение принадлежало одному из Плятер-Зибергов — Йозефу Мариану. Оно располагалось в 16 км от Даугавпилса.

## Родовое имение
Графский дворец супружеской пары в Ликсне имел 35 комнат и библиотеку, насчитывавшую более 10000 книг.

## Родственные связи
После развода в 1815 г. графа Франца (Францишек) Ксаверия Плятер и Анны фон дер Моль, Анна с девятилетней дочерью  Эмилией поселились в родовом имении Михаила Плятера в Ликсне.